# Gharb-Chrarda-Béni Hssen
Garb-Chrarda-Béni Hssen (en àrab: الغرب شراردة بني حسين) era una de les setze regions en què era organitzat el Marroc abans de la reforma administrativa de 2015. La seva capital era Kenitra. La regió està situada al nord del país, a la costa de l'oceà Atlàntic. Al nord limita amb Tànger-Tetuan, a l'est amb Taza-Al Hoceima-Taounate i al sud amb Meknès-Tafilalet i Rabat-Salé-Zemmour-Zaer. La regió té un total d'1.859.540 habitants repartits en 8.805 km².
En 2015 es va fusionar amb l'antiga regió de Rabat-Salé-Zemmour-Zaer (prefectures de Rabat, Salé, Skhirate-Témara i província de Khémisset) per formar la nova regió de Rabat-Salé-Kenitra.

## Divisió administrativa
La regió es dividia en tres províncies : 
- la província de Kénitra ;
- la província de Sidi Kacem ;
- la província de Sidi Slimane (des de 2009).

## Demografia
| 1.625.082                                  | 1.859.540 | 1.927.277 |
| 1994, 2004 : cens oficial ; 2007 : càlcul. |           |           |

## Història
Poblat per amazics se suposa que fou part del territori dels Barghawata. Aquestos foren exterminats pels almoràvits i almohades i la regió es va despoblar; l'almohade Yakub al-Mansur va poder instal·lar a la regió a final del segle xii contingents dels Banu Hilal (àrabs nòmades). Més tard els marínides Abu Yusuf i Abu Thabit van instal·lar a la zona àrabs Makil (segles XIII-XIV). La població de la regió va esdevenir per tant en gran majoria àrab (els Banu Malik, els Sufyan, els Khlut i els Tlik). Al segle xx els francesos van desenvolupar l'agricultura a la regió.
Sus al-Adna (Sus Citerior) és el nom que els primers geògrafs musulmans medievals van donar al nord del Marroc en contraposició al Sus al-Aksa (el Sus Extrem). La denominació abraçava tot el nord del Marroc amb capital a Tànger mentre el Sus-al-Aksa incloïa les dues cadenes de muntanyes de l'Atles. Segons Yaqut al-Hamawí d'un Sus a l'altra hi havia dos mesos de camí. Posteriorment el nom fou canviat per al-Gharb o simplement Gharb.